# Силове поле (хімія)
Силове поле (хімія) — набір функцій з відповідними параметрами, які описують зміну енергії при відхиленні довжини зв'язку, валентного чи торсійного кута в молекулярних частинках від рівноважних. Молекулярна система розглядається як набір класичних мас, що утримуються разом класичними силами. Використовується в методах молекулярної механіки. У деяких випадках такий набір включає функції, що описують взаємодію між незв'язаними атомами, електростатичну взаємодію, водневі зв'язки та інші структурні ефекти.